# Пичевка (Могилёвская область)
Пи́чевка (бел. Пічаўка) — деревня в составе Михеевского сельсовета Дрибинского района Могилёвской области Республики Беларусь.

## История
Деревня имела название Маньковка. В ней в 1846 −1848 годах было основано еврейское земледельческое поселение(колония). На казенной земле из Горок и окрестностей поселилось 20 семейств евреев, получивших по 20 десятин. Люстрация 1872 года застала 10 семейств и оставила только ту землю, которая была распахана, по 5—6 десятин на семью. В 1898 году — 91 душа коренного населения при 63 десятинах.
В октябре 1943 года еврейское население деревни (около 400 человек) было расстреляло немецко-фашистскими захватчиками.

## Население
- 1898 год — 91 человек
- 1939 год — около 400 человек
- 1999 год — 39 человек
- 2010 год — 16 человек